# Попеску, Марин
Ма́рин Джи́джи Попе́ску (рум. Marin Gigi Popescu; 27 июля 1973) — румынский гребец-байдарочник, выступал за сборную Румынии на всём протяжении 1990-х годов. Участник двух летних Олимпийских игр, серебряный и бронзовый призёр чемпионатов мира, победитель многих регат национального и международного значения.

## Биография
Марин Попеску родился 27 июля 1973 года в коммуне Янку-Жьяну, жудец Олт.
Первого серьёзного успеха на взрослом международном уровне добился в 1992 году, когда попал в основной состав румынской национальной сборной и благодаря череде удачных выступлений удостоился права защищать честь страны на летних Олимпийских играх в Барселоне. Стартовал в одиночках на дистанциях 500 и 1000 метров, в первом случае занял в финале восьмое место, тогда как во втором случае показал в решающем заезде четвёртый результат, немного не дотянув до призовых позиций.
В 1993 году Попеску побывал на чемпионате мира в Копенгагене, откуда привёз награду бронзового достоинства, выигранную в зачёте одиночных байдарок на километровой дистанции — в финале его опередили только норвежец Кнут Хольманн и датчанин Тор Нильсен. Год спустя выступил на мировом первенстве в Мехико, где стал серебряным призёром в четвёрках на двухстах и пятистах метрах — в обоих случаях проиграл на финише экипажу из России.
Будучи одним из лидеров гребной команды Румынии, Марин Попеску благополучно прошёл квалификацию на Олимпийские игры 1996 года в Атланте — стартовал в одиночках на тысяче метрах, дошёл до финала и финишировал в последнем заезде седьмым. Вскоре по окончании этих соревнований принял решение завершить карьеру профессионального спортсмена, уступив место в сборной молодым румынским гребцам.